# Молдавінек
Молдавінек (пол. Mołdawinek, нім. Neu Maldewin) — село в Польщі, у гміні Радово-Мале Лобезького повіту Західнопоморського воєводства.
У 1975-1998 роках село належало до Щецинського воєводства.